# Battleground (2017)
Battleground (2017) – gala wrestlingu wyprodukowana przez federację WWE dla zawodników z brandu SmackDown. Odbyła się 23 lipca 2017 w Wells Fargo Center w Fildelfii w stanie Pensylwania. Emisja była przeprowadzana na żywo za pośrednictwem WWE Network oraz w systemie pay-per-view. Była to piąta gala w chronologii cyklu Battleground.
Na gali odbyło się osiem walk, w tym jedna podczas pre-show. W walce wieczoru, Jinder Mahal pokonał Randy’ego Ortona w Punjabi Prison matchu broniąc WWE Championship. W końcówce walki The Great Khali, który ostatni raz w WWE wystąpił w listopadzie 2014 niespodziewanie powrócił. W innych ważnych walkach, Kevin Owens pokonał AJ Stylesa zdobywając United States Championship, John Cena pokonał Ruseva w Flag matchu oraz The New Day (Kofi Kingston i Xavier Woods) pokonali The Usos (Jeya Uso i Jimmy’ego Uso) zdobywając SmackDown Tag Team Championship.

## Produkcja
Battleground oferowało walki profesjonalnego wrestlingu z udziałem różnych wrestlerów należących do brandu SmackDown spośród istniejących oskryptowanych rywalizacji i storyline’ów. Kreowane są podczas cotygodniowych gal SmackDown Live. Wrestlerzy są przedstawieni jako heele (negatywni, źli zawodnicy i najczęściej wrogowie publiki) i face’owie (pozytywni, dobrzy i najczęściej ulubieńcy publiki), którzy rywalizują pomiędzy sobą w seriach walk mających budować napięcie. Kulminacją rywalizacji jest walka wrestlerska lub ich seria.

### Rywalizacje
Na gali Money in the Bank Jinder Mahal pokonał Randy’ego Ortona i utrzymał WWE Championship. W następnym odcinku SmackDown Live Orton wyjaśnił w wywiadzie, że stracił koncentrację po tym, jak The Singh Brothers (Samir i Sunil Singh) próbowali zaatakować jego ojca, „Kowboja” Boba Ortona, który siedział przy ringu podczas walki. Powiedział, że rozumie posiadanie sojuszników, odnosząc się do swojego czasu w Evolution, The Legacy i The Authority, ale nie będzie tolerował ludzi lekceważących jego rodzinę. Powiedział, że nie interesuje go już zostanie czternastokrotnym mistrzem świata; chciał tylko skrzywdzić Mahala. Później tej nocy, po tym jak Mahal pokonał Luke’a Harpera, Orton zaatakował Braci Singh, a następnie Mahala, który uciekł w tłum. W następnym tygodniu Orton powiedział, że chce rewanżu o tytuł i że jeśli go nie otrzyma, będzie nadal atakował Mahala, gdziekolwiek go zobaczy. Komisarz Shane McMahon, który sympatyzował z Ortonem z powodu braku szacunku Mahala i The Singh Brothers dla jego rodziny, dał Ortonowi rewanż o tytuł na Battleground, ale pozwolił Mahalowi wybrać stypulację. Mahal wybrał Punjabi Prison match, rozsławiony przez The Great Khaliego, oznaczający trzecią walkę w Punjabi Prison w historii WWE i pierwszą od 2007 roku. 4 lipca Orton powiedział, że ukarze Mahala w Punjabi Prison. Mahal odpowiedział i powiedział, że w następnym tygodniu przywiezie ze sobą Punjabi Prison na SmackDown Live. W tym odcinku, będąc w Punjabi Prisonie, The Singh Brothers wyjaśnili zasady walki, podczas gdy Mahal powiedział, że nie będzie ucieczki dla Ortona. Następnie Orton wyszedł i powiedział, że skoro obaj zostaną zamknięci w więzieniu, Mahal nie będzie mógł skorzystać z pomocy The Singh Brothers, którzy byli powodem, dla którego Mahal zdobył tytuł, a następnie zachował go wcześniej.
Na Money in the Bank The New Day (Big E i Kofi Kingston z Xavierem Woodsem) pokonali SmackDown Tag Team Champions The Usos (Jey i Jimmy Uso) poprzez wyliczenie, dzięki czemu Usos zachowali tytuły. W następnym odcinku SmackDown The New Day drwili z tego, jak Usos wycofali się z meczu, a Big E pokonał Jimmy’ego. W następnym tygodniu, po tym, jak Usos pokonali The Hype Bros (Mojo Rawleya i Zacka Rydera), uniemożliwiając im zostanie pretendentem do tytułów, The New Day skonfrontowali się i wyzwali The Usos na kolejną walkę o tytuł na Battleground, a Usosi zaakceptowali. W odcinku z 4 lipca The New Day i The Usos rozegrali Battle rap, której gospodarzem był Wale. The New Day wygrlił po tym, jak Usosi obrazili się i zaatakowali The New Day. W ciągu następnych dwóch tygodni drużyny wymieniały się zwycięstwami w Singles matchach, w których Woods pokonał Jeya, a Jimmy pokonał Kingstona.
20 czerwca na SmackDown Live ówczesny United States Champion Kevin Owens rzucił otwarte wyzwanie każdemu który pochodzi z Dayton. AJ Styles wyszedł, by przyjąć wyzwanie, ale Owens odmówił, ponieważ Styles nie pochodził z Dayton. Chad Gable z American Alpha odpowiedział na wyzwanie, twierdząc, że przeniósł się do Dayton „tego ranka”, ale Owens obronił tytuł. W następnym tygodniu Styles skonfrontował się z generalnym menadżerem Danielem Bryanem i powiedział, że Owens nie wie, czym jest otwarte wyzwanie. Owens przerwał i powiedział, że Styles narzeka. Bryan następnie powiedział, że kiedy John Cena był gospodarzem U.S. Championship Open Challenge, był on otwarty dla każdego. Bryan zdecydował, że w odcinku SmackDown Live ze 4 lipca odbędzie się Independence Day Battle Royal, w którym zwycięzca zmierzy się z Owensem o United States Championship na Battleground. W tym odcinku Styles pokonał Gable’a, aby zakwalifikować się do Battle Royalu, a następnie wygrał Battle Royal. Po zwycięstwie Stylesa, Owens, który siedział przy ringu, zaatakował Stylesa, ale Styles walczył z nim i pozował z pasem mistrzowskim. Trzy dni później, pomimo bycia pretendentem do tytułu na Battleground, Styles zmierzył się z Owensem na gali WWE Live w Madison Square Garden i pokonał go, tym samym zdobył United States Championship. W następnym odcinku SmackDown Live nowy mistrz rzucił otwarte wyzwanie, które zostało zaakceptowane przez Cenę. Zanim walka się odbyła, Owens i Rusev skonfrontowali się i zaatakowali zarówno Cenę, jak i Stylesa. Styles i Cena pokonali Owensa i Ruseva w Tag Team matchu, a Owens wywołał rewanż o mistrzostwo w Battleground. W następnym tygodniu Styles połączył siły z Shinsuke Nakamurą w przegranej walce z Owensem i Baronem Corbinem.
Po WrestleManii 33 John Cena zrobił przerwę od występów w WWE, aby nakręcić drugi sezon serialu telewizyjnego American Grit. Na odcinku SmackDown Live ze 6 czerwca ogłoszono, że Cena powróci do SmackDown 4 lipca. Jednak na Raw w następnym tygodniu ogłoszono, że Cena jest wolnym agentem i został wolnym agentem podczas WWE Superstar Shake-up 2017. Również podczas Superstar Shake-up, Rusev został przeniesiony na SmackDown, ale w tym czasie był nieobecny z powodu kontuzji barku, która wymagała operacji. Od tego czasu pojawił się w kilku filmach WWE.com, żądając meczu o WWE Championship na Money in the Bank, ale jego prośba nie została spełniona. 4 lipca na odcinku SmackDown Live, Cena powrócił i ogłosił, że pojawi się zarówno dla Raw, jak i SmackDown. Następnie przerwał mu Rusev, który po raz pierwszy wystąpił dla SmackDown. Rusev skarżył się, że nie otrzymał żadnych reklam na swój ewentualny powrót, w przeciwieństwie do Ceny, który dostał. Powiedział, że "American Dream" i Stany Zjednoczone to żart, po czym Cena wyzwał Ruseva na Flag match. Rusev zaakceptował, a generalny menadżer Daniel Bryan zaplanował mecz na Battleground. W następnym tygodniu Rusev zaatakował Cenę po tym, jak Cena zaakceptował US Championship Open Challenge AJ Stylesa. Na ostatnim SmackDown Live przed Battleground, Cena wygłosił patriotyczne przemówienie na temat Stanów Zjednoczonych i tego, co flaga USA oznacza dla tego kraju. Powiedział, że na Battleground flaga USA będzie powiewała wysoko, po czym Cena ją podniósł i pomachał nią, ale został zaatakowany od tyłu przez Ruseva.
Na Money in the Bank, Naomi pokonała Lanę, aby zachować SmackDown Women’s Championship i ponownie w dwóch rewanżach na SmackDown Live. Na odcinku z 11 lipca Naomi skonfrontowała się z komisarzem SmackDown Shane’em McMahonem o tym, kto będzie jej następnym przeciwnikiem. Charlotte Flair przerwała i powiedziała, że powinna być następną rywalką, a za nią Becky Lynch, Tamina, Natalya i Lana. Shane zdecydował, że na Battleground, ta piątka zmierzy się ze sobą w Fatal 5-Way Elimination matchu, aby wyłonić pretendentkę do SmackDown Women’s Championship na SummerSlam. Flair i Lynch następnie połączyli siły w przegranej walce z Natalią i Taminą z powodu odwrócenia uwagi Lany. W następnym tygodniu Shane wygłosił przemowę motywującą wszystkie pięć kobiet i chciał, aby dwie z nich stanęły przed sobą tej nocy. Flair podszedła i chciała zmierzyć się z Laną, ale ostatecznie zmierzyła się z Lynch z powodu sugestii Natalyi. Lynch później pokonała Flair, ale po meczu zostały zaatakowane przez Taminę, Lanę i Natalyę. Natalya następnie zaatakowała Taminę, która następnie została zaatakowana przez Lanę, a Lana i Tamina spojrzały na siebie. Również w tym odcinku Naomi powiedziała, że oprócz Lany, ktokolwiek wygra w Battleground, może być jej najtrudniejszym wyzwaniem na SummerSlam. Została wtedy przerwana przez Carmellę, która wygrała żeński Money in the Bank ladder match, aby zdobyć kontrakt na walkę o SmackDown Women’s Championship. Carmella powiedziała, że gdziekolwiek pójdzie mistrzyni, tam pójdzie i powiedziała, że zobaczy Naomi na Battleground.
Podczas Money in the Bank, gdy Shinsuke Nakamura wchodził do tytułowego Money in the Bank ladder matchu, został zaatakowany od tyłu przez Barona Corbina, który wyeliminował Nakamurę przez większość meczu; Corbin ostatecznie wygrał i otrzymał kontrakt na walkę o WWE chamionship. 27 czerwca na SmackDown Live, po tym, jak Corbin pokonał Samiego Zayna, dziennikarz Dasha Fuentes zapytała Nakamurę, czy chciałby pojedynek jeden na jednego z Mr. Money in the Bank. Nakamura odpowiedział, że chociaż Corbin był niebezpieczny, ale bał się Nakamury. W następnym tygodniu na backstage’u, gdy Fuentes próbowała przeprowadzić kolejny wywiad z Nakamurą, Corbin zaatakował Nakamurę swoją walizką Money in the Bank i powiedział, że nie boi się Nakamury. Obaj mieli mieć walkę na odcinku z 11 lipca, ale obaj walczyli przed walką, a ich walka została przełożona na Battleground. W następnym tygodniu Nakamura połączył siły z AJ Stylesem, aby zmierzyć się z Corbinem i Kevinem Owensem. Gdy Nakamura wszedł, został ponownie zaatakowany od tyłu przez Corbina, a Corbin i Owens pokonali Nakamurę i Stylesa.
Na Money in the Bank, Maria Kanellis wróciła do WWE w swoim pierwszym występie od lutego 2010 roku, wraz ze swoim mężem Mikiem Kanellisem, który zadebiutował w WWE. Przed wyjazdem para ucięła promo o „mocy miłości”. 27 czerwca na odcinku SmackDown Live ponownie wyszli, aby porozmawiać o „mocy miłości”. W połowie promo, przerwał im Sami Zayn, który wszedł na walkę z Baronem Corbinem, ku przerażeniu Marii. Na backstage’u odcinka z 11 lipca Maria szukała Zayna, ponieważ chciała od niego przeprosiny. Później Zayn znalazł Marię i Mike’a i powiedział, że już dwukrotnie przeprosił. Następnie zawołał Mike’a, ponieważ Mike nie miał jeszcze walki od czasu przybycia do WWE. W odpowiedzi Maria uderzyła Zayna, a Mike rozbił mu szklany wazon w głowę. W następnym tygodniu, Zayn przegrał z Mikiem w debiucie Mike’a WWE w ringu a rewanż został zaplanowany na Battleground.

## Wyniki walk
| Nr                                                                   | Wyniki                                                                                                | Stypulacje                                                                                             | Czas  |
| -------------------------------------------------------------------- | --- | --- | ----- |
| 1P                                                                   | Aiden English pokonał Tye Dillingera                                                                  | Singles match                                                                                          | 9:45  |
| 2                                                                    | The New Day (Kofi Kingston i Xavier Woods) (z Big E) pokonali The Usos (Jeya Uso i Jimmy’ego Uso) (c) | Tag Team match o WWE SmackDown Tag Team Championship                                                   | 13:50 |
| 3                                                                    | Shinsuke Nakamura pokonał Barona Corbina przez dyskwalifikację                                        | Singles match                                                                                          | 12:25 |
| 4                                                                    | Natalya pokonała Becky Lynch, Charlotte Flair, Lanę i Taminę                                          | Fatal 5-Way Elimination match o miano pretendentki do WWE SmackDown Women’s Championship na SummerSlam | 11:00 |
| 5                                                                    | Kevin Owens pokonał AJ Stylesa (c)                                                                    | Singles match o WWE United States Championship                                                         | 17:50 |
| 6                                                                    | John Cena pokonał Ruseva                                                                              | Flag match                                                                                             | 21:10 |
| 7                                                                    | Sami Zayn pokonał Mike’a Kanellisa (z Marią Kanellis)                                                 | Singles match                                                                                          | 7:15  |
| 8                                                                    | Jinder Mahal (c) (z The Singh Brothers) pokonał Randy’ego Ortona                                      | Punjabi Prison match o WWE Championship                                                                | 27:40 |
| (c) – mistrz/mistrzyni przed walkąP – walka miała miejsce w pre-show | | |       |

### Fatal 5-Way Elimination match o miano pretendentki do SmackDown Women’s Championship
| Nr. eliminacji | Wrestlerka      | Wyeliminowana przez | Metoda eliminacji                           | Czas  |
| -------------- | --------------- | ------------------- | ------------------------------------------- | ----- |
| 1              | Tamina          | Becky Lynch         | Odklepała po założeniu dźwigni Dis-arm-her  | 8:08  |
| 2              | Lana            | Becky Lynch         | Odklepała po założeniu dźwigni Dis-arm-her  | 8:27  |
| 3              | Becky Lynch     | Natalyę             | Przypięta ruchem roll-up                    | 8:40  |
| 4              | Charlotte Flair | Natalyę             | Przypięta ruchem roll-up w dolny turnbuckle | 11:00 |
| Zwyciężczyni   | Natalya         | —                   | —                                           | 11:00 |